# Bitwa nad jeziorem Garda
Bitwa nad jeziorem Garda (Lacus Benacus) – starcie zbrojne, które miało miejsce w 268 r. w trakcie walk Rzymian z Alamanami.
Do bitwy Rzymian pod wodzą cesarza Klaudiusza II z Alamanami doszło w listopadzie 268 r. na brzegach jeziora Garda w północnej Italii.
W roku 268 wielka armia alamańska w sile 100 000 wojowników przekroczyła granicę rzymską i wtargnęła głęboko na ziemie Rzymian. Armia rzymska osłabiona była wewnętrznymi sporami, a większość wojsk skierowana została do odparcia inwazji Gotów, z którymi stoczyła bitwę pod Niszem. Dzięki temu Alamanowie mieli ułatwione zadanie w zajmowaniu ziem Italii Północnej. Cesarz Klaudiusz chcąc powstrzymać pochód Alamanów, starał się pertraktować z najeźdźcą. Jednak gdy rozmowy zakończyły się niepowodzeniem, zdecydował się na wydanie przeciwnikowi bitwy na brzegach jeziora Garda. Armia w sile 35 000 Rzymian odniosła tu wielkie zwycięstwo, zabijając i biorąc do niewoli niemal połowę wojowników armii germańskiej. Pozostali Alamanowie wycofali się przez Alpy z Italii.